# Simon Roosch
Simon Roosch (* 5. Januar 2001) ist ein deutscher Basketballspieler.

## Werdegang
Roosch entstammt der Braunschweiger Nachwuchsarbeit. Zu seinen Einsätzen im Jugendbereich kamen ab der Saison 2018/19 auch Spiele mit der Herrenmannschaft der SG Braunschweig in der 2. Regionalliga. Im März 2021 gab Roosch seinen Einstand in den Farben der Basketball Löwen Braunschweig in der Basketball-Bundesliga.